# 10265 Gunnarsson
10265 Gunnarsson è un asteroide della fascia principale. Scoperto nel 1978, presenta un'orbita caratterizzata da un semiasse maggiore pari a 3,2299120 UA e da un'eccentricità di 0,0849097, inclinata di 9,41045° rispetto all'eclittica.
L'asteroide era stato inizialmente battezzato 10265 Undset per poi essere corretto nella denominazione attuale. L'eponimo venne poi attribuito all'asteroide 9919 Undset.
L'asteroide è dedicato allo svedese Marcus Gunnarsson che lavora all'Osservatorio astronomico di Uppsala.